# Армія темряви
«Армія темряви» (англ. Army of Darkness) — комедійний фільм жахів 1992 року режисера Сема Реймі. Продовження фільму «Зловісні мерці 2».
Закляття, призначене вигнати демонів, відправило Еша слідом за ними в середньовічну Англію. Там для Еша знаходиться завдання — повернути чаклунську книгу з земель, захоплених силами зла.

## Сюжет
Промовивши закляття для вигнання демонів, Еш створив вихор, який затягнув його разом з демонами в середньовічну Англію. Там його схоплюють лицарі лорда Артура, які сприймають його за слугу свого ворога, герцога Генрі Рудого. Придворний чаклун каже Артуру, що це обіцяний рятівник від сил зла, але той не вірить. Еша кидають до ями, де тримають відьму та дедайта для розправи над полоненими. Еш б'ється з відьмою та мерцем, тоді Артур наказує затиснути їх між шипами. Чаклун кидає Ешу його бензопилку, якою той відрубує відьмі голову, а потім вибирається з ями та розчленовує дедайта. Прибульця з майбутнього вітають як героя. Оточений увагою, він поводиться дедалі нахабніше. Сестру одного з загиблих лицарів Артура, Шейлу, Еш спершу ігнорує, але потім закохується в неї.
За словами чаклуна, єдиний шлях, яким Еш може повернутися до свого часу, — це магічна книга «Некрономікон». Вона зберігається в землях, захоплених демонами, тож Еш погоджується дістати книгу. Перед подорожжю він майструє собі протез правої кисті, яку втратив у попередньому фільмі.
Еш прибуває до лісу, де невидима сила переслідує його. Еш ховається в покинутому вітряному млині, де врізається в дзеркало. З розбитого дзеркала з'являються маленькі віддзеркалення Еша й перетворюються на карликів — копій Еша, що збиткуються з нього. Один з карликів стрибає в рот, це розділяє героя на оригінал і злого двійника. Еш убиває двійника та закопує його, хоча той обіцяє повернутися.
Коли Еш прибуває до вівтаря, де зберігається «Некрономікон», то знаходить три книги замість однієї. Перша намагається засмоктати його в діру на сторінці, а друга — покусати. Взявши третю, справжню, Еш промовляє слова, яким його навчив чаклун, але забуває останнє. Він хапає книгу і поспішає назад. З-під землі вилазять скелети й намагаються затримати його. Тим часом спотворений двійник Еша повстає з могили та збирає Армію темряви з кістяків, щоб заволодіти «Некрономіконом».
Чаклун пояснює, що неправильно промовлене закляття пробудило ще більші сили зла. Лицарі розчаровуються в Ешеві. Несподівано нападає літаючий дедайт і викрадає Шейлу. Воєначальник Армії темряви примушує Шейлу поцілувати його і в неї вселяється дух відьми. Еш проголошує, що битиметься разом з усіма. Він користується автомобілем, який теж потрапив у минуле, знаходить в його багажнику деталі та книги з хімії. Разом з ковалем і чаклуном Еш майструє вибухові стріли та обладнує автомобіль лезами.
Армія темряви штурмує замок Артура. Спершу багато скелетів гинуть від винаходів Еша, проте мерці переважають кількістю. Вони вриваються до замку та просуваються до вежі з «Некрономіконом». Двійник ледве не гине в поєдинку з двійником, але заманює його на катапульту з мішком пороху. Відібравши книгу, Еш вистрілює двійником і той вибухає. Прибуває герцог Генрі зі своїм військом і добиває кістяків, після чого мириться з Артуром.
Чаклун дає Ешу зілля, здатне занурити в багатовіковий сон, але спершу вимагає правильно промовити закляття. Еш прощається з Шейлою, а коли прокидається, вирушає на свою звичайну роботу в універмаг «S-Mart». Там він розповідає колезі про свої пригоди, хоча той не вельми уважно слухає. Раптом в одну з жінок вселяється відьма, Еш хапає дробовик і розстрілює її, після чого цілує співробітницю універмагу, що нагадує Шейлу.

## Альтернативне закінчення
Існують дві різні версії закінчення фільму. У першій версії Еш випивав сім крапель зілля замість шести, і прокидався в 2100 році, в постапокаліптичній Англії, супроводжуючи пробудження вигуком «Я проспав занадто довго!». Глядачі на тест-переглядах вважали це закінчення надто песимістичним, і фінал картини був перезнятий. Інше закінчення, найбільш поширене — Еш повертається в свій час, і розповідає клерку у магазині «S-Mart» про свої пригоди в середньовіччі. Клерк запитує його — чи правильно він вимовив заклинання, а Еш відповідає: «Так … начебто». Після чого в магазині з'являється відьма і Еш, схопивши Ремінгтон, багато разів стріляє в неї. Ця версія закінчення фільму дає початок серії коміксів, які розповідають про подальші пригоди Еша.

## У ролях
| Актор               | Роль                     |
| ------------------- | ------------------------ |
| Брюс Кемпбелл       | Еш                       |
| Ембет Девідц        | Шейла                    |
| Маркус Гілберт      | Лорд Артур               |
| Йен Еберкромбі      | Мудрець                  |
| Річард Гроув        | Герцог Генрі Рудий       |
| Тімоті Патрік Куілл | коваль                   |
| Майкл Ерл Рейд      | Gold Tooth               |
| Бріджит Фонда       | Лінда                    |
| Патриція Теллман    | одержима відьма          |
| Тед Реймі           | боягузливий воїн / клерк |
| Дек Андерсон        | маленький Еш 2           |
| Брюс Томас          | маленький Еш 3           |
| Сара Ширер          | стара                    |
| Шива Гордон         | дедайт в ямі 1           |
| Біллі Браян         | дедайт в ямі             |
| Надін Грайкан       | дедайт із крилами        |
| Білл Моуслі         | дедайт капітан           |
| Майкл Кенні         | людина Генрі             |
| Енді Бейл           | лицар 1                  |
| Роберт Брент Лаппин | лицар 2                  |
| Рейд Майло          | вартовий на башті        |
| Бред Бредбері       | командир лучників        |
| Сол Абрамс          | дублер                   |

| Актор                | Роль                 |
| -------------------- | -------------------- |
| Лоррейн Аксман       | дублер               |
| Джош Бекер           | дублер               |
| Шері Бурк            | дублер               |
| Дон Кемпбелл         | дублер               |
| Чарлі Кемпбелл       | дублер               |
| Гарлі Коклісс        | дублер               |
| Кен Джепсон          | дублер               |
| Вільям Лустіг        | дублер               |
| Девид О'Меллі        | дублер               |
| Девід Поллісон       | дублер               |
| Айван Реймі          | дублер               |
| Бернард Роуз         | дублер               |
| Білл Вінсент         | дублер               |
| Кріс Вебстер         | дублер               |
| Рон Званг            | дублер               |
| Дж Майкл Бріггс      | воїн на коні         |
| Ерік Кларк           | дедайт               |
| Анджела Фезерстоун   | дівчина в магазині   |
| Патріція Енн Айсгейт | селянка              |
| Кевін О'Хара         | дедайт               |
| Кортні Пакіз         | дедайт               |
| Сем Реймі            | лицар в балахоні     |
| Моніка Йетс          | дівчина на кладовищі |

## Саундтрек
| Список треків | Список треків                      | Список треків |
| #             | Назва                              | Тривалість    |
| ------------- | ---------------------------------- | ------------- |
| 1.            | «Prologue»                         | 2:57          |
| 2.            | «Building The Deathcoaster»        | 1:57          |
| 3.            | «Give Me Some Sugar/Bone'anza»     | 2:00          |
| 4.            | «Time Traveler»                    | 2:42          |
| 5.            | «Ash Splits»                       | 2:20          |
| 6.            | «Little Ashes»                     | 2:44          |
| 7.            | «Ash In Chains»                    | 3:04          |
| 8.            | «Night Court»                      | 1:41          |
| 9.            | «The Forest Of The Dead/Graveyard» | 2:52          |
| 10.           | «The Pit»                          | 2:06          |
| 11.           | «God Save Us»                      | 1:32          |
| 12.           | «Foul Thing»                       | 1:10          |
| 13.           | «March Of The Dead - Danny Elfman» | 3:55          |
| 14.           | «Whites Of Their Skulls»           | 1:37          |
| 15.           | «The Deathcoaster»                 | 2:03          |
| 16.           | «On The Parapet»                   | 2:45          |
| 17.           | «Ash Bucklers»                     | 2:33          |
| 18.           | «Skeletor»                         | 1:56          |
| 19.           | «Soul Swallower»                   | 0:48          |
| 20.           | «Manly Men»                        | 1:53          |
| 21.           | «End Titles»                       | 5:26          |
| 50:35         |                                    |               |